# El Roig
El Roig és una muntanya de 1.528 metres que es troba al municipi de Castell de l'Areny, a la comarca catalana del Berguedà.